# Platygnathus octangularis
Platygnathus octangularis är en skalbaggsart som först beskrevs av Olivier 1795.  Platygnathus octangularis ingår i släktet Platygnathus och familjen långhorningar.
Artens utbredningsområde är Madagaskar. Inga underarter finns listade i Catalogue of Life.